# Liste des monuments historiques des Yvelines (nord)
Cet article recense les monuments historiques du nord des Yvelines, en France.

## Liste
Cette liste comprend les communes des arrondissements de Mantes-la-Jolie et de Saint-Germain-en-Laye.
Du fait du nombre de protections à Saint-Germain-en-Laye, la commune dispose d'une liste à part : voir la liste des monuments historiques de Saint-Germain-en-Laye
- Haut – A
- B
- C
- D
- E
- F
- G
- H
- I
- J
- K
- L
- M
- N
- O
- P
- Q
- R
- S
- T
- U
- V
- W
- X
- Y
- Z

| Monument                                                             | Commune                  | Adresse                                                                             | Coordonnées                      | Notice         | Protection             | Date            | Illustration                                                        |
| -------------------------------------------------------------------- | ------------------------ | ----------------------------------------------------------------------------------- | -------------------------------- | -------------- | ---------------------- | --------------- | ------------------------------------------------------------------- |
| Église Saint-Denis d'Adainville                                      | Adainville               |                                                                                     | 48° 43′ 23″ nord, 1° 39′ 11″ est | « PA00087358 » | Classé                 | 1909            | Église Saint-Denis d'Adainville                                     |
| Croix de cimetière d'Andrésy                                         | Andrésy                  | Cimetière                                                                           | 48° 58′ 55″ nord, 2° 03′ 29″ est | « PA00087359 » | Classé                 | 1943            | Croix de cimetière d'Andrésy                                        |
| Demeure Rêve Cottage                                                 | Andrésy                  | 18 avenue de Fin-d'Oise                                                             | 48° 59′ 11″ nord, 2° 04′ 08″ est | « PA78000022 » | Inscrit                | 2006            | Demeure Rêve Cottage                                                |
| Église Saint-Germain d'Andrésy                                       | Andrésy                  |                                                                                     | 48° 58′ 49″ nord, 2° 03′ 33″ est | « PA00087360 » | Classé                 | 1949            | Église Saint-Germain d'Andrésy                                      |
| Église Sainte-Thérèse-de-l'Enfant-Jésus d'Élisabethville             | Aubergenville            | Place de Louvain                                                                    | 48° 58′ 35″ nord, 1° 50′ 45″ est | « PA00087361 » | Inscrit                | 1977            | Église Sainte-Thérèse-de-l'Enfant-Jésus d'Élisabethville            |
| Abords du carré de Réunion                                           | Bailly                   |                                                                                     | 48° 49′ 18″ nord, 2° 04′ 33″ est | « PA00087363 » | Classé                 | 1955            | Abords du carré de Réunion                                          |
| Télégraphe Chappe de Bailly                                          | Bailly                   |                                                                                     | 48° 50′ 47″ nord, 2° 05′ 32″ est | « PA00087364 » | Inscrit                | 1943            | Télégraphe Chappe de Bailly                                         |
| Église Saint-Nicolas de Bazainville                                  | Bazainville              |                                                                                     | 48° 48′ 13″ nord, 1° 40′ 10″ est | « PA00087365 » | Inscrit                | 1926            | Église Saint-Nicolas de Bazainville                                 |
| Château de Bazemont                                                  | Bazemont                 |                                                                                     | 48° 55′ 42″ nord, 1° 51′ 55″ est | « PA00087366 » | Inscrit                | 1965            | Château de Bazemont                                                 |
| Église Saint-Illiers de Bazemont                                     | Bazemont                 |                                                                                     | 48° 55′ 42″ nord, 1° 51′ 57″ est | « PA00087367 » | Inscrit                | 1933            | Église Saint-Illiers de Bazemont                                    |
| Église Saint-Ouen de Bennecourt                                      | Bennecourt               |                                                                                     | 49° 02′ 24″ nord, 1° 33′ 50″ est | « PA00087369 » | Classé                 | 1932            | Église Saint-Ouen de Bennecourt                                     |
| Église Saint-Martin de Boinville-en-Mantois                          | Boinville-en-Mantois     |                                                                                     | 48° 55′ 48″ nord, 1° 45′ 25″ est | « PA00087371 » | Inscrit                | 1950            | Église Saint-Martin de Boinville-en-Mantois                         |
| Église Saint-Hilaire de Boissets                                     | Boissets                 |                                                                                     | 48° 51′ 45″ nord, 1° 34′ 48″ est | « PA00087374 » | Inscrit                | 1950            | Église Saint-Hilaire de Boissets                                    |
| Sépulture en fosse de Bonnières-sur-Seine                            | Bonnières-sur-Seine      |                                                                                     | 49° 02′ 01″ nord, 1° 35′ 08″ est | « PA00087377 » | Classé                 | 1951            | Image manquante Téléverser                                          |
| Tour carrée du Mesnil-Regnard                                        | Bonnières-sur-Seine      | Le Mesnil-Regnard                                                                   | 49° 01′ 31″ nord, 1° 34′ 08″ est | « PA00087378 » | Inscrit                | 1925            | Image manquante Téléverser                                          |
| Chalet d'Ivan Tourgueniev et pavillon Viardot                        | Bougival                 | 16 rue Ivan-Tourgueniev                                                             | 48° 51′ 58″ nord, 2° 08′ 49″ est | « PA00087380 » | Inscrit                | 1983            | Chalet d'Ivan Tourgueniev et pavillon Viardot                       |
| Colonne commémorative des frères Montgolfier                         | Bougival                 | 63 quai Boissy-d'Anglas Résidence La Montgolfière                                   | 48° 52′ 02″ nord, 2° 07′ 48″ est | « PA00087381 » | Inscrit                | 1984            | Image manquante Téléverser                                          |
| Église Notre-Dame de Bougival                                        | Bougival                 |                                                                                     | 48° 51′ 48″ nord, 2° 08′ 25″ est | « PA00087382 » | Classé                 | 1862            | Église Notre-Dame de Bougival                                       |
| Machine de Marly                                                     | Bougival                 | 16 quai Rennequin-Sualem                                                            | 48° 52′ 14″ nord, 2° 07′ 29″ est | « PA00087379 » | Inscrit Classé Inscrit | 1987 1993 2002  | Machine de Marly                                                    |
| Pavillon de Blois                                                    | Bougival                 | 1 rue de Monrival                                                                   | 48° 52′ 04″ nord, 2° 08′ 35″ est | « PA00087383 » | Classé                 | 1980            | Pavillon de Blois                                                   |
| Résidence des Lions                                                  | Bougival                 | 63 à 82 quai Boissy-d'Anglas                                                        | 48° 52′ 09″ nord, 2° 07′ 46″ est | « PA00087797 » | Inscrit                | 1992            | Résidence des Lions                                                 |
| Château de Bourdonné                                                 | Bourdonné                |                                                                                     | 48° 45′ 34″ nord, 1° 39′ 30″ est | « PA00087384 » | Inscrit                | 1946 1989       | Château de Bourdonné                                                |
| Cave aux Fées                                                        | Brueil-en-Vexin          | Le Four à Chaux                                                                     | 49° 02′ 09″ nord, 1° 48′ 52″ est | « PA00087386 » | Classé                 | 1957            | Cave aux Fées                                                       |
| Logis seigneurial de Brueil-en-Vexin                                 | Brueil-en-Vexin          | Rue du Pont-Madame                                                                  | 49° 01′ 55″ nord, 1° 48′ 59″ est | « PA00132996 » | Inscrit                | 1994            | Logis seigneurial de Brueil-en-Vexin                                |
| Ancien pont de Poissy                                                | Carrières-sous-Poissy    |                                                                                     | 48° 56′ 02″ nord, 2° 02′ 13″ est | « PA00087389 » | Inscrit                | 1937            | Ancien pont de Poissy                                               |
| Immeuble de l'Abbaye                                                 | Carrières-sur-Seine      | 61 rue Gabriel-Péri                                                                 | 48° 54′ 21″ nord, 2° 10′ 41″ est | « PA00087390 » | Inscrit                | 1940            | Immeuble de l'Abbaye                                                |
| Château de La Celle                                                  | La Celle-Saint-Cloud     |                                                                                     | 48° 51′ 08″ nord, 2° 08′ 26″ est | « PA00087393 » | Classé Inscrit         | 1978            | Château de La Celle                                                 |
| Pavillon du Butard                                                   | La Celle-Saint-Cloud     |                                                                                     | 48° 50′ 24″ nord, 2° 08′ 35″ est | « PA00087394 » | Classé                 | 1927            | Pavillon du Butard                                                  |
| Abbaye de Joyenval                                                   | Chambourcy               |                                                                                     | 48° 53′ 10″ nord, 2° 02′ 10″ est | « PA00087788 » | Inscrit                | 1989            | Abbaye de Joyenval                                                  |
| Aqueduc de Retz                                                      | Chambourcy               |                                                                                     | à géolocaliser                   | « PA00087397 » | Inscrit                | 1988            | Image manquante Téléverser                                          |
| Désert de Retz                                                       | Chambourcy               |                                                                                     | 48° 53′ 24″ nord, 2° 01′ 02″ est | « PA00087398 » | Classé                 | 1941            | Désert de Retz                                                      |
| Maison d'André Derain                                                | Chambourcy               | Grande-Rue 64                                                                       | 48° 54′ 23″ nord, 2° 02′ 14″ est | « PA00087399 » | Inscrit                | 1986            | Maison d'André Derain                                               |
| Château de la Faisanderie                                            | Chatou                   | 101, 103, 107 avenue Foch                                                           | 48° 53′ 28″ nord, 2° 09′ 02″ est | « PA00087400 » | Inscrit                | 1977            | Château de la Faisanderie                                           |
| Église Notre-Dame de Chatou                                          | Chatou                   |                                                                                     | 48° 53′ 21″ nord, 2° 09′ 35″ est | « PA00087401 » | Inscrit                | 1925            | Église Notre-Dame de Chatou                                         |
| Maison Fournaise                                                     | Chatou                   | 1 rue du Bac                                                                        | 48° 53′ 22″ nord, 2° 09′ 47″ est | « PA00087403 » | Inscrit                | 1982            | Maison Fournaise                                                    |
| Nymphée de Chatou                                                    | Chatou                   | 6-8 avenue du Château-de-Bertin                                                     | 48° 53′ 32″ nord, 2° 09′ 40″ est | « PA00087402 » | Classé                 | 1952            | Nymphée de Chatou                                                   |
| Église Saint-Pierre de Chavenay                                      | Chavenay                 |                                                                                     | 48° 51′ 14″ nord, 1° 59′ 11″ est | « PA00087404 » | Classé                 | 1933            | Église Saint-Pierre de Chavenay                                     |
| Église Saints-Gorgon-et-Barthélemy de Civry                          | Civry-la-Forêt           |                                                                                     | 48° 52′ 21″ nord, 1° 37′ 11″ est | « PA00087408 » | Inscrit                | 1963            | Église Saints-Gorgon-et-Barthélemy de Civry                         |
| Château du Prieuré                                                   | Conflans-Sainte-Honorine |                                                                                     | 48° 59′ 33″ nord, 2° 05′ 44″ est | « PA00087412 » | Inscrit                | 1950            | Château du Prieuré                                                  |
| Église Saint-Maclou de Conflans-Sainte-Honorine                      | Conflans-Sainte-Honorine |                                                                                     | 48° 59′ 32″ nord, 2° 05′ 41″ est | « PA00087411 » | Classé                 | 1993            | Église Saint-Maclou de Conflans-Sainte-Honorine                     |
| Tour Montjoie                                                        | Conflans-Sainte-Honorine | Rue de la Tour                                                                      | 48° 59′ 31″ nord, 2° 05′ 32″ est | « PA00087410 » | Classé                 | 1997            | Tour Montjoie                                                       |
| Château de Wideville                                                 | Crespières               |                                                                                     | 48° 52′ 19″ nord, 1° 56′ 08″ est | « PA00087413 » | Classé                 | 1977            | Château de Wideville                                                |
| Croix de l'Aunay                                                     | Crespières               |                                                                                     | 48° 52′ 32″ nord, 1° 56′ 50″ est | « PA00087415 » | Inscrit                | 1965            | Image manquante Téléverser                                          |
| Église Saint-Martin de Crespières                                    | Crespières               |                                                                                     | 48° 52′ 54″ nord, 1° 55′ 28″ est | « PA00087414 » | Inscrit                | 1950            | Église Saint-Martin de Crespières                                   |
| Château de Croissy                                                   | Croissy-sur-Seine        | Grande-Rue 12                                                                       | 48° 52′ 40″ nord, 2° 09′ 07″ est | « PA00087416 » | Inscrit                | 1975            | Château de Croissy                                                  |
| Chapelle Saint-Léonard-et-Saint-Martin                               | Croissy-sur-Seine        |                                                                                     | 48° 52′ 41″ nord, 2° 09′ 11″ est | « PA00087417 » | Inscrit                | 1942            | Chapelle Saint-Léonard-et-Saint-Martin                              |
| Maison de charité                                                    | Croissy-sur-Seine        | Place d'Aligre                                                                      | 48° 52′ 34″ nord, 2° 09′ 01″ est | « PA00087418 » | Inscrit                | 1974            | Maison de charité                                                   |
| Maison Joséphine                                                     | Croissy-sur-Seine        | Grande-Rue 6bis                                                                     | 48° 52′ 43″ nord, 2° 09′ 12″ est | « PA00087419 » | Inscrit                | 1974            | Maison Joséphine                                                    |
| Château de Wideville                                                 | Davron                   |                                                                                     | 48° 52′ 19″ nord, 1° 56′ 08″ est | « PA00087421 » | Classé                 | 1977            | Château de Wideville                                                |
| Église Sainte-Madeleine de Davron                                    | Davron                   |                                                                                     | 48° 51′ 58″ nord, 1° 56′ 35″ est | « PA00087422 » | Inscrit                | 1926            | Église Sainte-Madeleine de Davron                                   |
| Ferme d'Ecquevilly                                                   | Ecquevilly               | 42 rue de la République                                                             | 48° 56′ 55″ nord, 1° 55′ 22″ est | « PA00087423 » | Inscrit                | 1937            | Ferme d'Ecquevilly                                                  |
| Ferme de la Muette                                                   | Ecquevilly               | Chemin de la Muette                                                                 | 48° 56′ 52″ nord, 1° 56′ 16″ est | « PA00087424 » | Inscrit                | 1937            | Image manquante Téléverser                                          |
| Allée de la Justice                                                  | Épône                    |                                                                                     | 48° 58′ 06″ nord, 1° 50′ 27″ est | « PA00087426 » | Classé                 | 1889            | Allée de la Justice                                                 |
| Église Saint-Béat d'Épône                                            | Épône                    |                                                                                     | 48° 57′ 19″ nord, 1° 48′ 51″ est | « PA00087427 » | Classé Inscrit         | 1909 1988       | Église Saint-Béat d'Épône                                           |
| Pavillon de David                                                    | Épône                    | Rue du Pavée                                                                        | 48° 57′ 18″ nord, 1° 48′ 30″ est | « PA00087428 » | Classé                 | 1947            | Pavillon de David                                                   |
| Croix Saint-Michel de L'Étang-la-Ville                               | L'Étang-la-Ville         |                                                                                     | 48° 52′ 11″ nord, 2° 02′ 31″ est | « PA00087429 » | Classé                 | 1938            | Croix Saint-Michel de L'Étang-la-Ville                              |
| Église Sainte-Anne de l'Étang-la-Ville                               | L'Étang-la-Ville         |                                                                                     | 48° 52′ 12″ nord, 2° 04′ 27″ est | « PA00087430 » | Inscrit                | 1926            | Église Sainte-Anne de l'Étang-la-Ville                              |
| Église Notre-Dame-de-l'Assomption d'Évecquemont                      | Évecquemont              |                                                                                     | 49° 00′ 49″ nord, 1° 56′ 39″ est | « PA00087431 » | Inscrit                | 1926            | Église Notre-Dame-de-l'Assomption d'Évecquemont                     |
| Église Sainte-Geneviève de Feucherolles                              | Feucherolles             |                                                                                     | 48° 52′ 22″ nord, 1° 58′ 20″ est | « PA00087432 » | Classé                 | 1886            | Église Sainte-Geneviève de Feucherolles                             |
| Croix de Follainville-Dennemont                                      | Follainville-Dennemont   |                                                                                     | 49° 01′ 18″ nord, 1° 42′ 46″ est | « PA00087433 » | Inscrit                | 1927            | Croix de Follainville-Dennemont                                     |
| Église Saint-Martin de Follainville                                  | Follainville-Dennemont   |                                                                                     | 49° 01′ 18″ nord, 1° 42′ 47″ est | « PA00087434 » | Inscrit                | 1927            | Église Saint-Martin de Follainville                                 |
| Château du Mesnil                                                    | Fontenay-Saint-Père      |                                                                                     | 49° 01′ 58″ nord, 1° 44′ 39″ est | « PA00087787 » | Inscrit Classé         | 1947 1948       | Image manquante Téléverser                                          |
| Église Saint-Denis de Fontenay-Saint-Père                            | Fontenay-Saint-Père      |                                                                                     | 49° 01′ 38″ nord, 1° 45′ 06″ est | « PA00087435 » | Inscrit                | 1925            | Image manquante Téléverser                                          |
| Église Sainte-Croix de Fourqueux                                     | Fourqueux                |                                                                                     | 48° 53′ 10″ nord, 2° 03′ 45″ est | « PA00087436 » | Classé                 | 1946            | Église Sainte-Croix de Fourqueux                                    |
| Villa Collin                                                         | Fourqueux                | Place Victor-Hugo                                                                   | 48° 53′ 10″ nord, 2° 03′ 42″ est | « PA78000001 » | Inscrit Classé         | 1996 1998       | Villa Collin                                                        |
| Église Notre-Dame-de-l'Assomption de Gaillon-sur-Montcient           | Gaillon-sur-Montcient    |                                                                                     | 49° 01′ 28″ nord, 1° 53′ 35″ est | « PA00087437 » | Classé                 | 1934            | Église Notre-Dame-de-l'Assomption de Gaillon-sur-Montcient          |
| Château de Neuville                                                  | Gambais                  |                                                                                     | 48° 46′ 03″ nord, 1° 40′ 10″ est | « PA00087438 » | Classé Inscrit         | 1972 1995       | Château de Neuville                                                 |
| Église Saint-Aignan de Gambais                                       | Gambais                  |                                                                                     | 48° 46′ 38″ nord, 1° 39′ 48″ est | « PA00087439 » | Inscrit                | 1946            | Église Saint-Aignan de Gambais                                      |
| Château d'Hanneucourt                                                | Gargenville              | 3 place des Merciers                                                                | 48° 59′ 32″ nord, 1° 49′ 24″ est | « PA00087442 » | Inscrit                | 1981            | Image manquante Téléverser                                          |
| Église Saints-Crépin-et-Crépinien de Gommecourt                      | Gommecourt               |                                                                                     | 49° 04′ 38″ nord, 1° 35′ 37″ est | « PA00087444 » | Inscrit                | 1950            | Église Saints-Crépin-et-Crépinien de Gommecourt                     |
| Église Saint-Denis de Goussonville                                   | Goussonville             |                                                                                     | 48° 55′ 15″ nord, 1° 45′ 54″ est | « PA00087446 » | Inscrit                | 1950            | Église Saint-Denis de Goussonville                                  |
| Église Saint-Pierre de Gressey                                       | Gressey                  |                                                                                     | 48° 49′ 51″ nord, 1° 36′ 31″ est | « PA00087447 » | Inscrit                | 1954            | Église Saint-Pierre de Gressey                                      |
| Chapelle Saint-Germain de Secqueval                                  | Guerville                | La Plagne                                                                           | 48° 57′ 33″ nord, 1° 44′ 14″ est | « PA00087448 » | Classé                 | 1981            | Image manquante Téléverser                                          |
| La Pierre Drette                                                     | Guitrancourt             | Les Terres Blanches                                                                 | 49° 00′ 04″ nord, 1° 46′ 55″ est | « PA00087449 » | Classé                 | 1957            | La Pierre Drette                                                    |
| Église Saint-Germain-de-Paris d'Hardricourt                          | Hardricourt              |                                                                                     | 49° 00′ 29″ nord, 1° 53′ 40″ est | « PA00087451 » | Classé                 | 1875            | Église Saint-Germain-de-Paris d'Hardricourt                         |
| Donjon de Houdan                                                     | Houdan                   |                                                                                     | 48° 47′ 22″ nord, 1° 35′ 56″ est | « PA00087453 » | Classé                 | 1889            | Donjon de Houdan                                                    |
| Église Saint-Jacques-le-Majeur-et-Saint-Christophe d'Houdan          | Houdan                   |                                                                                     | 48° 47′ 22″ nord, 1° 36′ 05″ est | « PA00087454 » | Classé                 | 1840            | Église Saint-Jacques-le-Majeur-et-Saint-Christophe d'Houdan         |
| Hôtel du Lys                                                         | Houdan                   | 64 et 66 rue de Paris                                                               | 48° 47′ 30″ nord, 1° 36′ 01″ est | « PA00087455 » | Inscrit                | 1926            | Hôtel du Lys                                                        |
| Maison                                                               | Houdan                   | 43 rue de l'Enclos / 66 Grande Rue                                                  | 48° 47′ 23″ nord, 1° 36′ 03″ est | « PA00087458 » | Inscrit                | 1926            | Maison                                                              |
| Maison                                                               | Houdan                   | 28 Grande Rue                                                                       | 48° 47′ 26″ nord, 1° 36′ 04″ est | « PA00087457 » | Inscrit                | 1926            | Image manquante Téléverser                                          |
| Maison                                                               | Houdan                   | 4 Grande Rue                                                                        | 48° 47′ 29″ nord, 1° 36′ 01″ est | « PA00087456 » | Inscrit                | 1926            | Maison                                                              |
| Maison de bois                                                       | Houdan                   | 39 rue de Paris                                                                     | 48° 47′ 31″ nord, 1° 36′ 02″ est | « PA00087459 » | Inscrit                | 1926            | Maison de bois                                                      |
| Château de Jambville                                                 | Jambville                |                                                                                     | 49° 02′ 43″ nord, 1° 51′ 09″ est | « PA00132997 » | Inscrit                | 1994 2010       | Château de Jambville                                                |
| Église Notre-Dame de Jambville                                       | Jambville                |                                                                                     | 49° 02′ 43″ nord, 1° 51′ 12″ est | « PA00087460 » | Inscrit Classé         | 1926 1938       | Église Notre-Dame de Jambville                                      |
| Église Saint-Germain-de-Paris de Jeufosse                            | Jeufosse                 |                                                                                     | 49° 02′ 10″ nord, 1° 32′ 39″ est | « PA00087461 » | Inscrit                | 1926            | Église Saint-Germain-de-Paris de Jeufosse                           |
| Église Saint-Michel de Juziers                                       | Juziers                  |                                                                                     | 48° 59′ 33″ nord, 1° 51′ 37″ est | « PA00087465 » | Classé                 | 1850            | Église Saint-Michel de Juziers                                      |
| Maison du Mesnil-Saint-Laurent                                       | Juziers                  | Rue Berthe Morisot                                                                  | 48° 59′ 33″ nord, 1° 49′ 49″ est | « PA00087466 » | Inscrit                | 1946            | Image manquante Téléverser                                          |
| Église Saint-Martin de Lainville-en-Vexin église, croix de cimetière | Lainville-en-Vexin       |                                                                                     | 49° 03′ 35″ nord, 1° 48′ 58″ est | « PA00087467 » | Inscrit                | 1944            | Église Saint-Martin de Lainville-en-Vexinéglise, croix de cimetière |
| Château des Célestins                                                | Limay                    |                                                                                     | 49° 00′ 00″ nord, 1° 44′ 05″ est | « PA00087469 » | Inscrit                | 1970            | Image manquante Téléverser                                          |
| Église Saint-Aubin de Limay                                          | Limay                    |                                                                                     | 48° 59′ 41″ nord, 1° 43′ 55″ est | « PA00087470 » | Classé                 | 1944            | Église Saint-Aubin de Limay                                         |
| Vieux pont de Limay                                                  | Limay                    |                                                                                     | 48° 59′ 31″ nord, 1° 43′ 32″ est | « PA00087471 » | Classé                 | 1923            | Vieux pont de Limay                                                 |
| Croix de cimetière de Limetz-Villez                                  | Limetz-Villez            |                                                                                     | 49° 03′ 27″ nord, 1° 32′ 49″ est | « PA00087472 » | Classé                 | 1966            | Croix de cimetière de Limetz-Villez                                 |
| Église Saint-Sulpice-Saint-Pierre de Limetz-Villez                   | Limetz-Villez            |                                                                                     | 49° 03′ 39″ nord, 1° 32′ 56″ est | « PA00087473 » | Inscrit                | 1927            | Église Saint-Sulpice-Saint-Pierre de Limetz-Villez                  |
| Église Saint-Pierre de Longnes                                       | Longnes                  |                                                                                     | 48° 55′ 20″ nord, 1° 35′ 15″ est | « PA00087475 » | Inscrit                | 1950            | Église Saint-Pierre de Longnes                                      |
| Aqueduc de Louveciennes                                              | Louveciennes             |                                                                                     | 48° 51′ 42″ nord, 2° 06′ 30″ est | « PA00087477 » | Classé                 | 1953            | Aqueduc de Louveciennes                                             |
| Château de Madame du Barry                                           | Louveciennes             |                                                                                     | 48° 52′ 00″ nord, 2° 07′ 08″ est | « PA00087480 » | Classé                 | 1994            | Château de Madame du Barry                                          |
| Château du Parc                                                      | Louveciennes             | Rue de la Paix                                                                      | 48° 51′ 41″ nord, 2° 06′ 54″ est | « PA00087479 » | Inscrit                | 1941 1990       | Château du Parc                                                     |
| Château du Pont                                                      | Louveciennes             | Rue du Pont                                                                         | 48° 51′ 29″ nord, 2° 07′ 05″ est | « PA00087481 » | Inscrit                | 1987            | Château du Pont                                                     |
| Château de Voisins                                                   | Louveciennes             | Voisins                                                                             | 48° 51′ 58″ nord, 2° 06′ 55″ est | « PA00087482 » | Inscrit                | 1948            | Château de Voisins                                                  |
| Église Saint-Martin de Louveciennes                                  | Louveciennes             |                                                                                     | 48° 51′ 39″ nord, 2° 06′ 51″ est | « PA00087483 » | Classé                 | 1889            | Église Saint-Martin de Louveciennes                                 |
| Machine de Marly                                                     | Louveciennes             |                                                                                     | 48° 52′ 14″ nord, 2° 07′ 29″ est | « PA00087478 » | Inscrit Classé Inscrit | 1987 1993 2002  | Machine de Marly                                                    |
| Pavillon de musique de la Du Barry                                   | Louveciennes             | 8 rue de la Machine                                                                 | 48° 52′ 07″ nord, 2° 07′ 23″ est | « PA00087484 » | Inscrit                | 1945            | Pavillon de musique de la Du Barry                                  |
| Propriété du maréchal Joffre                                         | Louveciennes             | Rue du Maréchal-Joffre Chemin des Gresset                                           | 48° 51′ 25″ nord, 2° 06′ 37″ est | « PA00087485 » | Classé                 | 1958            | Propriété du maréchal Joffre                                        |
| Regard du Jongleur                                                   | Louveciennes             |                                                                                     | 48° 51′ 18″ nord, 2° 06′ 28″ est | « PA78000009 » | Inscrit                | 1999            | Image manquante Téléverser                                          |
| Stèle de Leconte de Lisle                                            | Louveciennes             | 36 rue de Voisins                                                                   | 48° 52′ 00″ nord, 2° 06′ 50″ est | « PA00087486 » | Inscrit                | 1948            | Image manquante Téléverser                                          |
| Les Caves du Nord                                                    | Maisons-Laffitte         | Avenue Albine                                                                       | 48° 57′ 26″ nord, 2° 08′ 05″ est | « PA00087494 » | Classé                 | 1981            | Les Caves du Nord                                                   |
| Vieille Église actuel centre culturel                                | Maisons-Laffitte         | 6 place de la Vieille-Église                                                        | 48° 56′ 47″ nord, 2° 09′ 08″ est | « PA00087493 » | Classé                 | 1972            | Vieille Égliseactuel centre culturel                                |
| Château de Maisons-Laffitte                                          | Maisons-Laffitte         | 2 avenue Carnot                                                                     | 48° 56′ 50″ nord, 2° 09′ 14″ est | « PA00087491 » | Classé                 | 1914            | Château de Maisons-Laffitte                                         |
| Château de Maisons-Laffitte abords                                   | Maisons-Laffitte         |                                                                                     | 48° 56′ 50″ nord, 2° 09′ 14″ est | « PA00087490 » | Classé Inscrit         | 1928 1929 1957  | Château de Maisons-Laffitteabords                                   |
| Écuries du château de Maisons-Laffitte                               | Maisons-Laffitte         | 2bis avenue du Général-Leclerc                                                      | 48° 56′ 54″ nord, 2° 09′ 10″ est | « PA00087492 » | Inscrit Classé         | 1947 1980       | Écuries du château de Maisons-Laffitte                              |
| Fontaine de Maisons-Laffitte                                         | Maisons-Laffitte         | 6 place de la Vieille-Église                                                        | 48° 56′ 48″ nord, 2° 09′ 07″ est | « PA00087495 » | Inscrit                | 1933            | Fontaine de Maisons-Laffitte                                        |
| Hôtel Royal de Maisons-Laffitte                                      | Maisons-Laffitte         | 1 avenue Louvois Avenue Henry Marcel                                                | 48° 56′ 51″ nord, 2° 09′ 20″ est | « PA00087496 » | Classé                 | 1930            | Hôtel Royal de Maisons-Laffitte                                     |
| Immeuble                                                             | Maisons-Laffitte         | 36bis rue de la Muette                                                              | 48° 57′ 07″ nord, 2° 08′ 23″ est | « PA00087497 » | Inscrit                | 1980            | Immeuble                                                            |
| Machine des eaux de Maisons-Laffitte et aqueduc                      | Maisons-Laffitte         | 15 rue de Paris (la position exacte n’est pas au 15 rue de Paris, voir coordonnées) | 48° 56′ 37″ nord, 2° 09′ 14″ est | « PA00087498 » | Classé Inscrit         | 1974            | Machine des eaux de Maisons-Laffitte et aqueduc                     |
| Maison Doulton                                                       | Maisons-Laffitte         | 30, avenue Pascal                                                                   | 48° 57′ 25″ nord, 2° 08′ 17″ est | « PA78000033 » | Inscrit                | 2012            | Maison Doulton                                                      |
| Maison au toit d'herbe                                               | Maisons-Laffitte         | 19 avenue Mirabeau                                                                  | 48° 57′ 37″ nord, 2° 08′ 40″ est | « PA78000481 » | Inscrit                | 2017            | Maison au toit d'herbe                                              |
| Mur d'enceinte du château de Maisons-Laffitte                        | Maisons-Laffitte         | 3 à 11 avenue du Général-Leclerc 11 rue des Graviers 11 avenue Eglé                 | 48° 56′ 52″ nord, 2° 09′ 04″ est | « PA00087499 » | Inscrit                | 1987            | Mur d'enceinte du château de Maisons-Laffitte                       |
| Parc de Maisons-Laffitte                                             | Maisons-Laffitte         | Avenue Eglé Avenue Albine Avenue du Général-Leclerc Place Wagram Place Marine       | 48° 57′ 09″ nord, 2° 08′ 38″ est | « PA00087500 » | Inscrit                | 1963            | Parc de Maisons-Laffitte                                            |
| Pavillon                                                             | Maisons-Laffitte         | 21bis avenue Églé                                                                   | 48° 57′ 11″ nord, 2° 09′ 16″ est | « PA00087502 » | Inscrit                | 1933            | Pavillon                                                            |
| Pavillon                                                             | Maisons-Laffitte         | 24 avenue Églé                                                                      | 48° 57′ 04″ nord, 2° 09′ 04″ est | « PA00087503 » | Inscrit                | 1933            | Pavillon                                                            |
| Pavillon                                                             | Maisons-Laffitte         | 2 rue de la Muette                                                                  | 48° 56′ 53″ nord, 2° 08′ 50″ est | « PA00087504 » | Inscrit                | 1933            | Pavillon                                                            |
| Pavillon                                                             | Maisons-Laffitte         | 72 rue de Paris                                                                     | 48° 56′ 52″ nord, 2° 08′ 53″ est | « PA00087505 » | Inscrit                | 1933            | Pavillon                                                            |
| Pavillon des Gardes                                                  | Maisons-Laffitte         | 2 avenue Bourdaloue                                                                 | 48° 57′ 25″ nord, 2° 08′ 12″ est | « PA00087501 » | Classé                 | 1974            | Pavillon des Gardes                                                 |
| Portes                                                               | Maisons-Laffitte         | 2 rue de la Muette 72 rue de Paris                                                  | 48° 56′ 52″ nord, 2° 08′ 51″ est | « PA00087506 » | Inscrit                | 1933            | Portes                                                              |
| Propriété                                                            | Maisons-Laffitte         | 39 avenue Albine                                                                    | 48° 57′ 14″ nord, 2° 08′ 26″ est | « PA00087798 » | Inscrit                | 1992            | Propriété                                                           |
| Propriété Juillard                                                   | Maisons-Laffitte         | 8 avenue de Wagram                                                                  | 48° 57′ 17″ nord, 2° 09′ 13″ est | « PA00087507 » | Inscrit                | 1981            | Propriété Juillard                                                  |
| Collégiale Notre-Dame de Mantes-la-Jolie                             | Mantes-la-Jolie          |                                                                                     | 48° 59′ 25″ nord, 1° 43′ 13″ est | « PA00087508 » | Classé                 | 1840            | Collégiale Notre-Dame de Mantes-la-Jolie                            |
| Église Sainte-Anne de Gassicourt                                     | Mantes-la-Jolie          |                                                                                     | 49° 00′ 08″ nord, 1° 41′ 52″ est | « PA00087509 » | Classé                 | 1862            | Église Sainte-Anne de Gassicourt                                    |
| Église Saint-Maclou de Mantes                                        | Mantes-la-Jolie          |                                                                                     | 48° 59′ 28″ nord, 1° 43′ 03″ est | « PA00087519 » | Classé                 | 1908            | Église Saint-Maclou de Mantes                                       |
| Fontaine de l'Hôtel-de-Ville                                         | Mantes-la-Jolie          | Place de l'Étape                                                                    | 48° 59′ 23″ nord, 1° 43′ 08″ est | « PA00087511 » | Classé                 | 1862            | Fontaine de l'Hôtel-de-Ville                                        |
| Hôtel de Mornay                                                      | Mantes-la-Jolie          | 1 rue Baudin                                                                        | 48° 59′ 30″ nord, 1° 43′ 03″ est | « PA00087515 » | Inscrit                | 1948            | Hôtel de Mornay                                                     |
| Hôtel                                                                | Mantes-la-Jolie          | 8 rue Baudin                                                                        | 48° 59′ 30″ nord, 1° 43′ 02″ est | « PA00087516 » | Inscrit                | 1948            | Hôtel                                                               |
| Hôtel                                                                | Mantes-la-Jolie          | 10-12 rue Baudin 13 rue Gâte-Vigne                                                  | 48° 59′ 29″ nord, 1° 43′ 01″ est | « PA00087517 » | Inscrit                | 1977            | Hôtel                                                               |
| Hôtel Carsillier                                                     | Mantes-la-Jolie          | 6 rue Baudin                                                                        | 48° 59′ 30″ nord, 1° 43′ 02″ est | « PA00087513 » | Inscrit                | 1948            | Hôtel Carsillier                                                    |
| Hôtel-Dieu de Mantes-la-Jolie                                        | Mantes-la-Jolie          | 7 place de l'Étape                                                                  | 48° 59′ 23″ nord, 1° 43′ 09″ est | « PA00087514 » | Classé Inscrit         | 1948 1964       | Hôtel-Dieu de Mantes-la-Jolie                                       |
| Porte des Comptes                                                    | Mantes-la-Jolie          | Place de l'Étape                                                                    | 48° 59′ 26″ nord, 1° 43′ 12″ est | « PA00087512 » | Classé                 | 1966            | Porte des Comptes                                                   |
| Porte aux Prêtres                                                    | Mantes-la-Jolie          | 26 rue des Tanneries 21 quai des Cordeliers                                         | 48° 59′ 24″ nord, 1° 43′ 18″ est | « PA00087510 » | Inscrit                | 1955            | Porte aux Prêtres                                                   |
| Tour Saint-Martin                                                    | Mantes-la-Jolie          | 44 rue des Martraits                                                                | 48° 59′ 14″ nord, 1° 43′ 07″ est | « PA00087510 » | Inscrit                | 1965            | Image manquante Téléverser                                          |
| Vieux pont de Limay                                                  | Mantes-la-Jolie          |                                                                                     | 48° 59′ 31″ nord, 1° 43′ 32″ est | « PA00087518 » | Classé                 | 1923            | Vieux pont de Limay                                                 |
| Église Saint-Étienne de Mareil-Marly                                 | Mareil-Marly             |                                                                                     | 48° 52′ 54″ nord, 2° 04′ 41″ est | « PA00087521 » | Classé                 | 1853 1935       | Église Saint-Étienne de Mareil-Marly                                |
| Église Saint-Martin de Mareil-sur-Mauldre                            | Mareil-sur-Mauldre       |                                                                                     | 48° 53′ 36″ nord, 1° 51′ 52″ est | « PA00087522 » | Inscrit                | 1937            | Église Saint-Martin de Mareil-sur-Mauldre                           |
| Pont sur la Mauldre                                                  | Mareil-sur-Mauldre       |                                                                                     | 48° 53′ 41″ nord, 1° 52′ 03″ est | « PA00087523 » | Inscrit                | 1937            | Pont sur la Mauldre                                                 |
| Domaine national de Marly-le-Roi                                     | Marly-le-Roi             |                                                                                     | 48° 51′ 39″ nord, 2° 05′ 54″ est | « PA00087524 » | Classé                 | 1925 1928 2009  | Domaine national de Marly-le-Roi                                    |
| Église Saint-Vigor de Marly-le-Roi                                   | Marly-le-Roi             | Place Victorien-Sardou                                                              | 48° 51′ 59″ nord, 2° 05′ 35″ est | « PA00087525 » | Inscrit                | 1977            | Église Saint-Vigor de Marly-le-Roi                                  |
| Hôtel Couvray                                                        | Marly-le-Roi             |                                                                                     | 48° 52′ 06″ nord, 2° 05′ 49″ est | « PA00087526 » | Inscrit                | 1937            | Hôtel Couvray                                                       |
| Chapelle Saint-Jacques de Maule                                      | Maule                    |                                                                                     | 48° 54′ 22″ nord, 1° 50′ 59″ est | « PA00087527 » | Inscrit                | 1988            | Chapelle Saint-Jacques de Maule                                     |
| Château d'Agnou                                                      | Maule                    | Rue d'Hagnou                                                                        | 48° 54′ 50″ nord, 1° 50′ 52″ est | « PA00087528 » | Classé                 | 1979            | Château d'Agnou                                                     |
| Église Saint-Nicolas de Maule                                        | Maule                    |                                                                                     | 48° 54′ 31″ nord, 1° 50′ 57″ est | « PA00087529 » | Classé                 | 1883            | Église Saint-Nicolas de Maule                                       |
| Prieuré Notre-Dame de Maule Musée Victor Aubert                      | Maule                    | 20 rue Quincampoix                                                                  | 48° 54′ 31″ nord, 1° 50′ 57″ est | « PA00087530 » | Inscrit                | 1988            | Image manquante Téléverser                                          |
| Château de Médan                                                     | Médan                    | Rue Pierre-Curie                                                                    | 48° 57′ 10″ nord, 1° 59′ 39″ est | « PA00087532 » | Inscrit                | 1979            | Château de Médan                                                    |
| Croix de Médan                                                       | Médan                    |                                                                                     | 48° 57′ 18″ nord, 1° 59′ 43″ est | « PA00087533 » | Inscrit                | 1977            | Croix de Médan                                                      |
| Église Saint-Germain de Médan                                        | Médan                    |                                                                                     | 48° 57′ 18″ nord, 1° 59′ 44″ est | « PA00087533 » | Inscrit                | 1977            | Église Saint-Germain de Médan                                       |
| Plage de Villennes                                                   | Médan                    |                                                                                     | 48° 57′ 22″ nord, 2° 00′ 02″ est | « PA78000026 » | Inscrit                | 2009            | Plage de Villennes                                                  |
| Propriété d'Émile Zola                                               | Médan                    | Les Grands Prés 26 rue Pasteur                                                      | 48° 57′ 21″ nord, 1° 59′ 44″ est | « PA00087534 » | Inscrit                | 1983            | Propriété d'Émile Zola                                              |
| Église Saint-Vincent du Mesnil-le-Roi                                | Le Mesnil-le-Roi         |                                                                                     | 48° 56′ 10″ nord, 2° 07′ 31″ est | « PA00087535 » | Inscrit                | 1948            | Église Saint-Vincent du Mesnil-le-Roi                               |
| Église Saint-Nicolas de Meulan                                       | Meulan-en-Yvelines       |                                                                                     | 49° 00′ 22″ nord, 1° 54′ 29″ est | « PA00087538 » | Classé                 | 1978            | Église Saint-Nicolas de Meulan                                      |
| Pont aux Perches                                                     | Meulan-en-Yvelines       | L'Île Belle                                                                         | 49° 00′ 14″ nord, 1° 54′ 36″ est | « PA00087539 » | Inscrit                | 1965            | Pont aux Perches                                                    |
| Église Saint-Nicolas de Mézières-sur-Seine                           | Mézières-sur-Seine       |                                                                                     | 48° 57′ 37″ nord, 1° 47′ 45″ est | « PA00087540 » | Classé                 | 1931            | Église Saint-Nicolas de Mézières-sur-Seine                          |
| Église Saint-Germain-de-Paris de Mézy-sur-Seine                      | Mézy-sur-Seine           |                                                                                     | 48° 59′ 57″ nord, 1° 52′ 54″ est | « PA00087542 » | Inscrit                | 1926            | Église Saint-Germain-de-Paris de Mézy-sur-Seine                     |
| Villa Paul Poiret                                                    | Mézy-sur-Seine           |                                                                                     | 48° 59′ 56″ nord, 1° 52′ 16″ est | « PA00087541 » | Inscrit                | 1984            | Villa Paul Poiret                                                   |
| Maison du Passeur                                                    | Moisson                  |                                                                                     | 49° 04′ 40″ nord, 1° 37′ 53″ est | « PA00087546 » | Inscrit                | 1980            | Maison du Passeur                                                   |
| Donjon de Montchauvet                                                | Montchauvet              |                                                                                     | 48° 53′ 33″ nord, 1° 37′ 47″ est | « PA00087793 » | Inscrit                | 1991            | Donjon de Montchauvet                                               |
| Église Sainte-Marie-Madeleine de Montchauvet                         | Montchauvet              |                                                                                     | 48° 53′ 32″ nord, 1° 37′ 54″ est | « PA00087547 » | Inscrit                | 1991            | Église Sainte-Marie-Madeleine de Montchauvet                        |
| Pont de l'Arche                                                      | Montchauvet              | C.R. de l'Arche                                                                     | 48° 53′ 41″ nord, 1° 37′ 35″ est | « PA00087794 » | Inscrit                | 1991            | Pont de l'Arche                                                     |
| Porte de Bretagne                                                    | Montchauvet              |                                                                                     | 48° 53′ 32″ nord, 1° 37′ 45″ est | « PA00087548 » | Inscrit                | 1932            | Porte de Bretagne                                                   |
| Église Saint-Léger de Morainvilliers                                 | Morainvilliers           |                                                                                     | 48° 55′ 42″ nord, 1° 56′ 08″ est | « PA00087553 » | Inscrit                | 1937            | Église Saint-Léger de Morainvilliers                                |
| Allée couverte des Gros Murs                                         | Les Mureaux              | Les Gros Murs 19 rue des Murets                                                     | 48° 59′ 42″ nord, 1° 54′ 18″ est | « PA00087554 » | Classé                 | 1928            | Image manquante Téléverser                                          |
| Château de Noisy-le-Roi                                              | Noisy-le-Roi             | 25 rue André-le-Bourblanc                                                           | 48° 50′ 34″ nord, 2° 03′ 56″ est | « PA00087555 » | Inscrit                | 1981            | Château de Noisy-le-Roi                                             |
| Église Saint-Séverin d'Oinville-sur-Montcient                        | Oinville-sur-Montcient   |                                                                                     | 49° 01′ 33″ nord, 1° 50′ 57″ est | « PA00087556 » | Classé                 | 1932            | Église Saint-Séverin d'Oinville-sur-Montcient                       |
| Église Saint-Pierre du Moutier                                       | Orgerus                  |                                                                                     | 48° 49′ 44″ nord, 1° 42′ 11″ est | « PA00087557 » | Inscrit                | 1926            | Église Saint-Pierre du Moutier                                      |
| Église Saint-Pierre-Saint-Paul d'Orgeval                             | Orgeval                  |                                                                                     | 48° 55′ 10″ nord, 1° 58′ 35″ est | « PA00087558 » | Classé Inscrit         | 1886 1962       | Église Saint-Pierre-Saint-Paul d'Orgeval                            |
| Église Saint-Wandrille du Pecq                                       | Le Pecq                  |                                                                                     | 48° 53′ 45″ nord, 2° 06′ 09″ est | « PA00087562 » | Inscrit                | 1965            | Église Saint-Wandrille du Pecq                                      |
| Hôtel                                                                | Le Pecq                  | 1 place Royale                                                                      | 48° 53′ 40″ nord, 2° 05′ 56″ est | « PA00087563 » | Inscrit                | 1974            | Image manquante Téléverser                                          |
| Ancien pont de Poissy                                                | Poissy                   |                                                                                     | 48° 56′ 02″ nord, 2° 02′ 13″ est | « PA00087572 » | Inscrit                | 1937            | Ancien pont de Poissy                                               |
| Chapelle de la Maladrerie de Poissy                                  | Poissy                   |                                                                                     | 48° 54′ 55″ nord, 2° 01′ 02″ est | « PA00087568 » | Inscrit                | 1937            | Chapelle de la Maladrerie de Poissy                                 |
| Château de la Coudraie                                               | Poissy                   | 47 rue de Migneaux                                                                  | 48° 55′ 06″ nord, 2° 01′ 05″ est | « PA78000029 » | Inscrit                | 2010            | Château de la Coudraie                                              |
| Collégiale Notre-Dame de Poissy                                      | Poissy                   |                                                                                     | 48° 55′ 48″ nord, 2° 02′ 16″ est | « PA00087569 » | Classé                 | 1840            | Collégiale Notre-Dame de Poissy                                     |
| Hôtel de ville de Poissy                                             | Poissy                   |                                                                                     | 48° 55′ 39″ nord, 2° 02′ 34″ est | « PA78000002 » | Inscrit                | 1996            | Hôtel de ville de Poissy                                            |
| Maison métallique                                                    | Poissy                   | 1 chemin de la Maladrerie                                                           | 48° 54′ 59″ nord, 2° 01′ 24″ est | « PA00087570 » | Inscrit                | 1975            | Maison métallique                                                   |
| Pavillon d'octroi de Poissy                                          | Poissy                   |                                                                                     | 48° 55′ 39″ nord, 2° 02′ 45″ est | « PA00087571 » | Inscrit                | 1937            | Pavillon d'octroi de Poissy                                         |
| Prieuré Saint-Louis de Poissy                                        | Poissy                   |                                                                                     | 48° 55′ 43″ nord, 2° 02′ 31″ est | « PA00087567 » | Inscrit                | 1933            | Prieuré Saint-Louis de Poissy                                       |
| Propriété des Meissonnier                                            | Poissy                   | 4 enclos de l'Abbaye                                                                | 48° 55′ 45″ nord, 2° 02′ 11″ est | « PA00087796 » | Classé                 | 1992            | Propriété des Meissonnier                                           |
| Villa Savoye                                                         | Poissy                   | Le Parc de Villiers Avenue Blanche-de-Castille                                      | 48° 55′ 28″ nord, 2° 01′ 42″ est | « PA00087573 » | Classé                 | 1965            | Villa Savoye                                                        |
| Château des Lions                                                    | Le Port-Marly            | Avenue Simon-Vouet                                                                  | 48° 52′ 42″ nord, 2° 06′ 41″ est | « PA00087574 » | Inscrit Classé         | 1972            | Château des Lions                                                   |
| Château de Monte-Cristo                                              | Le Port-Marly            | 1 avenue du Président-John-Kennedy                                                  | 48° 53′ 08″ nord, 2° 06′ 12″ est | « PA00087575 » | Classé                 | 2016            | Château de Monte-Cristo                                             |
| Église Saint-Louis du Port-Marly                                     | Le Port-Marly            |                                                                                     | 48° 52′ 40″ nord, 2° 06′ 24″ est | « PA00087576 » | Classé                 | 1937            | Église Saint-Louis du Port-Marly                                    |
| Église Saint-Georges de Richebourg                                   | Richebourg               |                                                                                     | 48° 49′ 06″ nord, 1° 37′ 59″ est | « PA00087586 » | Classé                 | 1905            | Église Saint-Georges de Richebourg                                  |
| Manoir de la Troche                                                  | Richebourg               |                                                                                     | 48° 48′ 47″ nord, 1° 39′ 11″ est | « PA00087587 » | Inscrit                | 1926            | Image manquante Téléverser                                          |
| Château du Haut Rosay                                                | Rosay                    |                                                                                     | 48° 54′ 45″ nord, 1° 40′ 49″ est | « PA00087789 » | Classé                 | 1992            | Château du Haut Rosay                                               |
| Château de Rosny-sur-Seine                                           | Rosny-sur-Seine          |                                                                                     | 49° 00′ 12″ nord, 1° 37′ 49″ est | « PA00087592 » | Classé                 | 1941            | Château de Rosny-sur-Seine                                          |
| Hospice Saint-Charles                                                | Rosny-sur-Seine          | 30 route de Paris                                                                   | 49° 00′ 03″ nord, 1° 38′ 10″ est | « PA00087593 » | Classé                 | 1973            | Hospice Saint-Charles                                               |
| Abbaye de Montcient                                                  | Sailly                   |                                                                                     | 49° 03′ 12″ nord, 1° 47′ 35″ est | « PA00087594 » | Inscrit                | 1926            | Abbaye de Montcient                                                 |
| Église Saint-Hilaire de Saint-Illiers-la-Ville                       | Saint-Illiers-la-Ville   |                                                                                     | 48° 58′ 36″ nord, 1° 32′ 14″ est | « PA00087633 » | Inscrit                | 1928            | Église Saint-Hilaire de Saint-Illiers-la-Ville                      |
| Église aux Moines de Saint-Martin-la-Garenne                         | Saint-Martin-la-Garenne  |                                                                                     | 49° 02′ 26″ nord, 1° 41′ 22″ est | « PA00087638 » | Inscrit                | 1937            | Image manquante Téléverser                                          |
| Domaine de la Bretèche                                               | Saint-Nom-la-Bretèche    | 53 route de Saint-Germain                                                           | 48° 51′ 54″ nord, 2° 01′ 47″ est | « PA78000483 » | Inscrit                | 23 octobre 2018 | Image manquante Téléverser                                          |
| Église Saint-Nom de Saint-Nom-la-Bretèche                            | Saint-Nom-la-Bretèche    |                                                                                     | 48° 51′ 23″ nord, 2° 01′ 04″ est | « PA00087643 » | Inscrit                | 1977            | Église Saint-Nom de Saint-Nom-la-Bretèche                           |
| Pavillon d'Aresnes                                                   | Saint-Nom-la-Bretèche    |                                                                                     | 48° 51′ 26″ nord, 2° 02′ 04″ est | « PA00087644 » | Inscrit                | 1989            | Image manquante Téléverser                                          |
| Église Saint-Martin de Sartrouville                                  | Sartrouville             |                                                                                     | 48° 56′ 45″ nord, 2° 10′ 23″ est | « PA00087647 » | Inscrit                | 1933            | Église Saint-Martin de Sartrouville                                 |
| Église Saint-Martin de Soindres                                      | Soindres                 |                                                                                     | 48° 57′ 27″ nord, 1° 40′ 32″ est | « PA00087649 » | Inscrit                | 1975            | Église Saint-Martin de Soindres                                     |
| Église Saint-Nicolas de Tessancourt-sur-Aubette                      | Tessancourt-sur-Aubette  |                                                                                     | 49° 01′ 28″ nord, 1° 55′ 11″ est | « PA00087651 » | Classé                 | 1930            | Église Saint-Nicolas de Tessancourt-sur-Aubette                     |
| Porterie de la ferme d'Orzeau                                        | Tessancourt-sur-Aubette  |                                                                                     | 49° 01′ 12″ nord, 1° 54′ 42″ est | « PA00087652 » | Inscrit                | 1955            | Porterie de la ferme d'Orzeau                                       |
| Château de Tilly                                                     | Tilly                    |                                                                                     | 48° 52′ 58″ nord, 1° 34′ 30″ est | « PA00132999 » | Inscrit                | 1994            | Château de Tilly                                                    |
| Église Saint-Martin de Triel-sur-Seine                               | Triel-sur-Seine          |                                                                                     | 48° 58′ 57″ nord, 2° 00′ 10″ est | « PA00087659 » | Classé                 | 1862            | Église Saint-Martin de Triel-sur-Seine                              |
| Chapelle Sainte-Anne de Triel-sur-Seine                              | Triel-sur-Seine          | 53 rue Charles Dupuis                                                               | 48° 58′ 40″ nord, 2° 00′ 20″ est | « PA78000034 » | Inscrit                | 2013            | Image manquante Téléverser                                          |
| Château de Vaux                                                      | Vaux-sur-Seine           |                                                                                     | 49° 00′ 36″ nord, 1° 57′ 21″ est | « PA78000003 » | Inscrit                | 1996 2019       | Château de Vaux                                                     |
| Église Saint-Pierre-ès-Liens de Vaux-sur-Seine                       | Vaux-sur-Seine           |                                                                                     | 49° 00′ 34″ nord, 1° 57′ 22″ est | « PA00087660 » | Inscrit                | 1926            | Église Saint-Pierre-ès-Liens de Vaux-sur-Seine                      |
| Maison La Martinière                                                 | Vaux-sur-Seine           | 87 rue du Général-de-Gaulle                                                         | 49° 00′ 13″ nord, 1° 58′ 11″ est | « PA00135373 » | Inscrit                | 1995            | Maison La Martinière                                                |
| Pavillon d'Artois                                                    | Vaux-sur-Seine           | 187 rue du Général-de-Gaulle                                                        | 49° 00′ 29″ nord, 1° 57′ 28″ est | « PA00087661 » | Inscrit                | 1945            | Pavillon d'Artois                                                   |
| Église Saint-Martin de Verneuil-sur-Seine                            | Verneuil-sur-Seine       |                                                                                     | 48° 58′ 49″ nord, 1° 58′ 33″ est | « PA00087662 » | Classé                 | 1930            | Église Saint-Martin de Verneuil-sur-Seine                           |
| Institution Notre-Dame « Les Oiseaux »                               | Verneuil-sur-Seine       | 106 Grande-Rue                                                                      | 48° 58′ 58″ nord, 1° 58′ 29″ est | « PA78000032 » | Inscrit                | 2011            | Institution Notre-Dame « Les Oiseaux »                              |
| Église Saint-Étienne de Vernouillet                                  | Vernouillet              |                                                                                     | 48° 58′ 18″ nord, 1° 59′ 01″ est | « PA00087663 » | Classé                 | 1862            | Église Saint-Étienne de Vernouillet                                 |
| Église Sainte-Marguerite du Vésinet                                  | Le Vésinet               | Place de l'Église                                                                   | 48° 53′ 32″ nord, 2° 08′ 02″ est | « PA00087778 » | Classé                 | 2016            | Église Sainte-Marguerite du Vésinet                                 |
| Hôpital du Vésinet                                                   | Le Vésinet               | 72 avenue de la Princesse                                                           | 48° 52′ 53″ nord, 2° 07′ 46″ est | « PA78000007 » | Inscrit                | 1997            | Image manquante Téléverser                                          |
| Palais Rose du Vésinet                                               | Le Vésinet               | 14 rue Diderot                                                                      | 48° 53′ 50″ nord, 2° 07′ 36″ est | « PA00087779 » | Inscrit                | 1986            | Palais Rose du Vésinet                                              |
| Villa Berthe                                                         | Le Vésinet               | 72 route de Montesson                                                               | 48° 53′ 58″ nord, 2° 07′ 07″ est | « PA00087780 » | Inscrit                | 1979            | Villa Berthe                                                        |
| Wood-Cottage                                                         | Le Vésinet               | 122 boulevard des États-Unis                                                        | 48° 54′ 07″ nord, 2° 08′ 16″ est | « PA00125462 » | Classé                 | 2000            | Wood-Cottage                                                        |
| Église Saint-Nicolas de Villennes-sur-Seine                          | Villennes-sur-Seine      |                                                                                     | 48° 56′ 21″ nord, 1° 59′ 56″ est | « PA00087782 » | Inscrit                | 1926            | Église Saint-Nicolas de Villennes-sur-Seine                         |
| Château de Grand'Maisons                                             | Villepreux               |                                                                                     | 48° 50′ 16″ nord, 2° 00′ 45″ est | « PA00087783 » | Inscrit                | 1970            | Château de Grand'Maisons                                            |
| Hangar agricole de Grand'Maisons                                     | Villepreux               | Chemin de Grand'Maisons                                                             | 48° 50′ 21″ nord, 2° 00′ 43″ est | « PA78000031 » | Inscrit                | 2010            | Hangar agricole de Grand'Maisons                                    |
| Maison Saint-Vincent-de-Paul                                         | Villepreux               | 1 rue Pierre-Curie                                                                  | 48° 50′ 04″ nord, 2° 00′ 46″ est | « PA00087784 » | Inscrit                | 1975            | Maison Saint-Vincent-de-Paul                                        |